# Love Lies Bleeding
Love Lies Bleeding (conocida en España como Sangre en los labios y en Hispanoamérica como Amor, mentiras y sangre) es una película de thriller romántico dirigida por Rose Glass a partir de un guion que coescribió con Weronika Tofilska. Es una coproducción entre A24 y Film4. Está protagonizada por Kristen Stewart como empleada de un gimnasio y Katy O'Brian como una culturista bisexual. La película también está protagonizada por Jena Malone, Anna Baryshnikov, Dave Franco y Ed Harris.

## Sinopsis
En un pueblo rural de Nuevo México en 1989, la gerente de gimnasio Lou, se ocupa de sus relaciones con su hermana Beth, el esposo de Beth, JJ, y su amiga coqueta Daisy. Una noche, mientras está en el gimnasio, unos agentes del FBI se acercan a Lou en busca de información sobre el padre de Lou, Lou Sr., y sus vínculos criminales. Poco después, Lou conoce a Jackie, una culturista bisexual que se queda en la ciudad mientras se prepara para una competencia en Las Vegas.
Lou le ofrece esteroides a Jackie para mejorar su entrenamiento y, aunque inicialmente ella se niega, Jackie acepta. Después de una noche de hacer el amor, Jackie y Lou se mudan juntos. Se enamoran durante las semanas siguientes, ya que Jackie usa dosis cada vez más altas de esteroides durante su entrenamiento. Jackie y Lou asisten a una cena incómoda con JJ y Beth, durante la cual Lou amenaza a JJ por su comportamiento abusivo hacia Beth. En represalia, JJ revela que él y Jackie tuvieron relaciones sexuales durante su primera noche en la ciudad a cambio de un puesto de camarera en el campo de tiro de Lou Sr.
Disgustada y enojada, Lou le dice a Jackie que quiere matar a JJ debido a su abuso hacia Beth, que es la única razón por la que Lou no se ha ido de la ciudad. Al día siguiente, Beth es hospitalizada debido al severo abuso infligido por JJ. Junto a la cama, Lou Sr. promete proteger a Beth y lidiar con JJ. Incapaz de contener su ira debido al uso de esteroides, Jackie irrumpe en secreto en la casa de Beth y JJ y golpea brutalmente a este último hasta matarlo. Lou descubre el cuerpo de JJ y, temiendo que Jackie sea arrestada, planea incriminar a su padre por el asesinato.
Con la ayuda de Jackie, Lou conduce el coche y el cuerpo de JJ hacia un barranco que se revela como un lugar de eliminación de los cuerpos de los diversos enemigos criminales de Lou Sr. La pareja prende fuego al auto, creando una enorme columna de humo que atrae con éxito a las autoridades al lugar a la mañana siguiente. Al día siguiente, Lou regresa a la casa de JJ y Beth para limpiar la evidencia del asesinato mientras Jackie continúa con su uso de esteroides, cada vez más agitada. Después de una discusión, Jackie deja a Lou y hace autostop hasta Las Vegas para la competencia de culturismo.
Durante su rutina individual, Jackie alucina que vomita a Lou antes de atacar a otro concursante, lo que la lleva a su arresto. Mientras tanto, armada con el conocimiento de la participación de Lou y Jackie en el asesinato de JJ después de ver al dúo conduciendo hacia el barranco la noche anterior, Daisy chantajea a Lou para que tenga una relación. Después de que Daisy intercepta su llamada telefónica a Lou, Jackie se comunica con Lou Sr. para sacarla de la cárcel. Después de hacerlo, Lou Sr. obliga a Jackie a matar a Daisy, la única testigo del asesinato.
Después de dispararle a Daisy en el apartamento de Lou, Jackie regresa con Lou Sr., solo para quedar inconsciente. Lou Sr. llama a Lou y le dice que ha hecho arreglos para que Jackie asuma la culpa por las muertes de JJ y Daisy, pero Lou, que ha ayudado a su padre a matar en el pasado, anuncia su intención de cooperar con la investigación del FBI si él le tiende una trampa a Jackie. Lou Sr. envía a un oficial de policía a su nómina para matar a Lou, pero ella lo domina antes de conducir hasta la casa de su padre para rescatar a Jackie.
En la mansión de Lou Sr., Beth, que se enteró de su participación en la muerte de JJ, denuncia a Lou en su cara. Lou encuentra y libera a Jackie, pero mientras intentan escapar, Lou Sr. le dispara a Lou en la pierna. Jackie, que ha crecido hasta alcanzar un tamaño gigantesco debido al uso de esteroides, inmoviliza a Lou Sr., y Lou considera matarlo antes de decidir dejarlo para la policía. Lou y Jackie se van. A la mañana siguiente, Lou se da cuenta de que Daisy sigue viva en la parte trasera del camión a pesar de su herida casi fatal. Estrangula a Daisy y arroja su cuerpo en un campo cercano mientras Jackie duerme.

## Reparto
- Kristen Stewart como Louise "Lou" Grant, trabajadora en el gimnasio de su padre y que se enamorará de Jackie.
- Katy O'Brian como Jaqueline "Jackie" Cleaver, culturista que se presentará en una competición en Las Vegas y que de camino a esta se verá envuelta en un tórrido romance con Lou.[3]
- Dave Franco como J. J., esposo de Beth, ayudante en el campo de tiro del padre de Lou.
- Ed Harris como el Lou Langston, dueño de un campo de tiro a las afueras de la ciudad y padre de Louise y Beth.
- Anna Baryshnikov como Daisy, una chica que acude al gimnasio ya que está enamorada de Lou.
- Jena Malone como Beth, hermana de Lou, un ama de casa que acaba hospitalizada por malos tratos.

## Producción
Love Lies Bleeding es una coproducción entre A24 y Film4. Es la segunda película dirigida por la cineasta inglesa Rose Glass. Kristen Stewart mencionó por primera vez su participación en la película en marzo de 2022, ya que era fanática del trabajo anterior de Glass, Saint Maud; su reparto se confirmó en abril. Anna Baryshnikov, Katy O'Brian, Dave Franco, Ed Harris y Jena Malone se unieron al elenco en junio. O'Brian dijo en una entrevista que tuvo que audicionar para el papel, su primer papel principal, seis veces.
El rodaje comenzó en Albuquerque, Nuevo México, en junio de 2022. La producción concluyó en agosto de 2022.

## Lanzamiento
En noviembre de 2023, Lionsgate adquirió los derechos de distribución de la película en el Reino Unido. En diciembre de 2023, se anunció que la película tendría su estreno mundial en la sección Midnight del Festival de Cine de Sundance 2024. La película fue estrenada en cines en los Estados Unidos el 8 de marzo de 2024 por A24.En España, la película llegó bajo el título “Sangre en los Labios” y se estrenó en cines el 12 de abril.

## Recepción

### Taquilla
En su primer fin de semana, la película recaudó 276.618 dólares en cinco salas, un promedio por lugar de 55.324 dólares. La película, que se expandió a 1.362 salas el fin de semana siguiente, recaudó 2,5 millones de dólares y quedó sexta en taquilla.

### Críticas
En el sitio web de recopilación de reseñas Rotten Tomatoes, el 94% de las reseñas de 205 críticos son positivas, con una calificación promedio de 7,8/10. El consenso del sitio web dice: "La lujuria y la violencia chocan para lograr un efecto poderosamente pulposo en Love Lies Bleeding, una adición bien interpretada al creciente conjunto de trabajos excepcionales de la escritora y directora Rose Glass". Metacritic, que utiliza un promedio ponderado, asignó a la película una puntuación de 76 sobre 100, basada en 49 críticas, lo que indica críticas "generalmente favorables". El público encuestado por PostTrak le dio a la película una puntuación positiva general del 78% con un promedio de 3,5 sobre 5 estrellas.